# Сепьол, Ежи
Ежи Стефан Сепьол (пол. Jerzy Stefan Sepioł, род. 11 апреля 1947, Сьцинава, Вроцлавское воеводство) — польский физикохимик, занимающийся проблемами спектроскопии, профессор химических наук.

## Профессиональная деятельность
Работает в Институте физической химии Польской академии наук.
До 2019 года опубликовал около 70 научных статей. 3 учёных под его руководством стали докторами наук.
Прошёл несколько стажировок за границей, в том числе в Швейцарии (Швейцарская высшая техническая школа Цюриха) и Франции (Национальный центр научных исследований в Орсе).
Некоторые из его публикаций были созданы в сотрудничестве с профессором Урсом Уайльдом и доктором Яном Ясным.

## Награды
Награждён премией факультета математических, физических и химических наук Польской академии наук (1991).

## Научные интересы
Основными направлениями его исследований являются:
- фототавтометрия в конденсированной фазе
- фототавтометрия и туннелирование в сверхзвуковых молекулярных пучках
- флуоресценция
- определение ориентации одиночных молекул.

## Избранные публикации
- J. Sepioł. Role of Substituents in Excited State Intramolecular Proton Transfer (ESIPT) Processes :  [англ.]. — 2009. — P. 1671–1692.